# روز ششم (فیلم ۱۳۹۹)
روز ششم فیلمی به کارگردانی، نویسندگی حجت قاسم‌زاده اصل و تهیه‌کنندگی رحمان سیفی آزاد مجری طرح  حسین رامه  سرمایه گذار فیلم سیاوش امین پور و محصول سال ۱۳۹۹ است. این فیلم که از حضور در جشنواره فجر بازماند از مهم‌ترین غایبان سی و نهمین دوره جشنواره فیلم فجر بود.

## خلاصه داستان
یک زندانی به نام احمد که تنها پنج روز فرصت دارد جواب چند معما را پیدا کند تا بتواند زنده بماند، بخشی از اتفاق‌ها در گذشته رخ داده که بدون روشن شدن آنها برای مشکل‌های امروز جوابی پیدا نخواهد کرد احمد اگر موفق نشود روز ششم کشته می‌شود.

## بازیگران
| بازیگر         | نقش   |
| -------------- | ----- |
| مصطفی زمانی    | احمد  |
| بهاره افشاری   | نگین  |
| جمشید هاشم پور | صابر  |
| امیر جعفری     | اورنگ |
| مهران احمدی    | سیامک |
| افشین هاشمی    |       |
| همایون ارشادی  | صابری |
| بهرام ابراهیمی | محمود |
| مهدی حسینی نیا | شفیع  |
| شهاب عباسیان   |       |
| شیما نیک‌پور    |       |
| نیلوفر کوخانی  |       |